# 德意志国铁路03型蒸汽机车

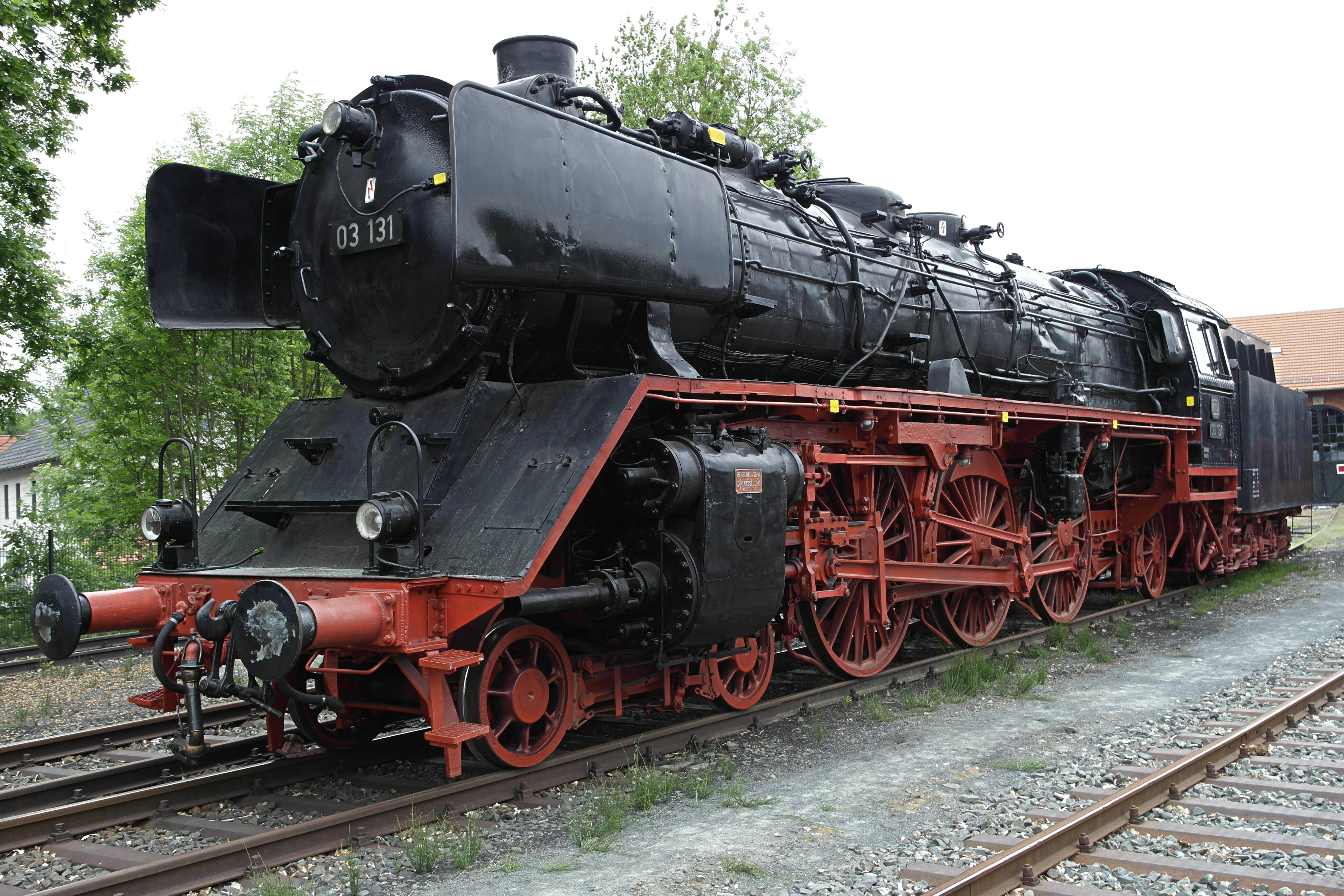
03 131

德国铁路03型蒸汽机车，也称BR03，是一种用于牵引快速客车的蒸汽机车。

## 历史
03型的基本设计基于01型。01型20吨的轴重使得当时德国的多数铁路不堪重负，在其基础上轻量化的结果就是轴重18吨的03型。03型的框架、锅炉、汽缸等都比01型要轻一些。该型机车在1930到1938年间共制造了298辆
该型机车各批次之间有一些区别。03 123之后的机车给水泵位于机车中部，03 163号之后的机车拥有更大的动轮。不仅各批之间有所不同，有些单独车辆亦有特别之处：03 154号装有抛物线形烟箱门以及渐缩型的驾驶室；03 193号配有一辆酒红色的流线型5轴T37煤水车；03 204号和03 205号装有试验性质的转动机构罩等。
到1959年，德国联邦铁路中共有145辆可用的03型机车，其中62辆（03 005 到 03 122）的给气给水泵装在烟箱上，装有850mm直径的導輪，最高时速120千米；16辆 (03 127 到 03 160)将给气给水泵装在第二和第三个动轮之间，最高时速也是120千米。另67台 (03 164 到 03 296)的泵也在二三动轮之间，但導輪直径更大（1000mm），最高速度也因此提高到130千米。
德国联邦铁路有45辆03型机车赶上了1968年的重新命名，改为003型。1972年，所有03型从西德铁路系统退役。
东德得到了86辆03型蒸汽机车。从1962年起，东德的03型都加装了混合预热器。波兰也有03型机车，称为Pm2型，目前在华沙的铁路博物馆中还能见到。

## 技术数据
轮式：4-6-2（2'c'1、2-3-1)
轨距：1.435m
长度：23905mm
空重：90.4t（03 001-162） 91.0t（03 163-298）
行驶重量：99.6t（03 001-122） 100.3t（03 123-298）
最高速度：120 km/h (03 001–162) 130 km/h (03 163–298)
功率：1,450 kW